# Zack O’Malley Greenburg
Zack O’Malley Greenburg (* 8. März 1985 in New York City) ist ein US-amerikanischer Buchautor, Journalist und ehemaliger Kinderdarsteller. Einen gewissen Bekanntheitsgrad erlangte er durch seine Titelrolle in dem auf wahren Begebenheiten beruhenden Filmdrama Lorenzos Öl.

## Werdegang
Im Alter von etwa sechs Jahren spielte er die Titelrolle im Filmdrama Lorenzos Öl an der Seite von Nick Nolte und Susan Sarandon. Seinen ersten Zeitschriftenartikel, die Rezension eines Videospiels, schrieb Greenburg im Alter von 14 Jahren für das Magazin Boys’ Life. Greenburg kann Abschlüsse der New Yorker Hastings Highschool (2003) und des Yale College (2007) vorweisen, wobei er während seiner Zeit in Yale weitreichend zum Inhalt der Studentenzeitung Yale Daily News beitrug.
2005 begann er als angestellter Journalist für das Forbes Magazine zu schreiben, wo er bis heute die Themenbereiche Wirtschaft, Finanzwirtschaft, Tourismus, Musik und Sport abdeckt. Zu seinen prominenten Interviewpartnern gehörten beispielsweise Bruno Mars, 50 Cent, Akon, Afrika Bambaataa, Natasha Bedingfield, Swizz Beatz, Lil Jon, DMX und Mr. T. Er ist Autor des Forbes-eigenen Blogs The Beat Report. Daneben schrieb er als freier Journalist Beiträge für The Washington Post, Dan’s Papers, The Huffington Post, Sports Illustrated, AOL Daily Finance, McSweeney’s, Vibes und andere. Er war bereits als Gastdozent am Berklee College of Music und an den Universitäten von Yale, Georgetown und Harvard tätig. Medienkonzerne wie BBC, CBS, CNBC, CNN, MTV, E!, Bloomberg, NPR und Reuters zogen Greenburg als Experte zu Rate.
Am 17. März 2011 wurde die von ihm verfasste Biografie des Rappers Jay-Z mit dem Titel Empire State of Mind veröffentlicht.
Im Jahr 2012 war er einer der Protagonisten des Dokumentarfilms Money, Power, Respect: Hip Hop Billion Dollar Industry.

## Privates
Seine journalistische Begabung wurde Greenburg bereits in die Wiege gelegt, denn seine Eltern sind Autoren. Vater Dan Greenburg ist Autor der US-amerikanischen Science-Fiction-Serie Akte ZACK (Originaltitel: The Zack Files, benannt nach seinem Sohn), die auch im deutschen Fernsehen ausgestrahlt wurde. Seine Mutter Suzanne O’Malley ist Drehbuchautorin der Serie Law & Order und verfasste außerdem ein Buch über die Kindermörderin Andrea Yates, das im Januar 2004 unter dem Titel Are You There Alone? The Unspeakable Crime of Andrea Yates erschien.
Greenburg lebt noch heute in seiner Geburtsstadt New York.